# Kalkwerk Herold
Das Kalkwerk Herold war ein Kalk-Bergwerk im heutigen Ortsteil Herold der sächsischen Stadt Thum im Erzgebirge.

## Geschichte

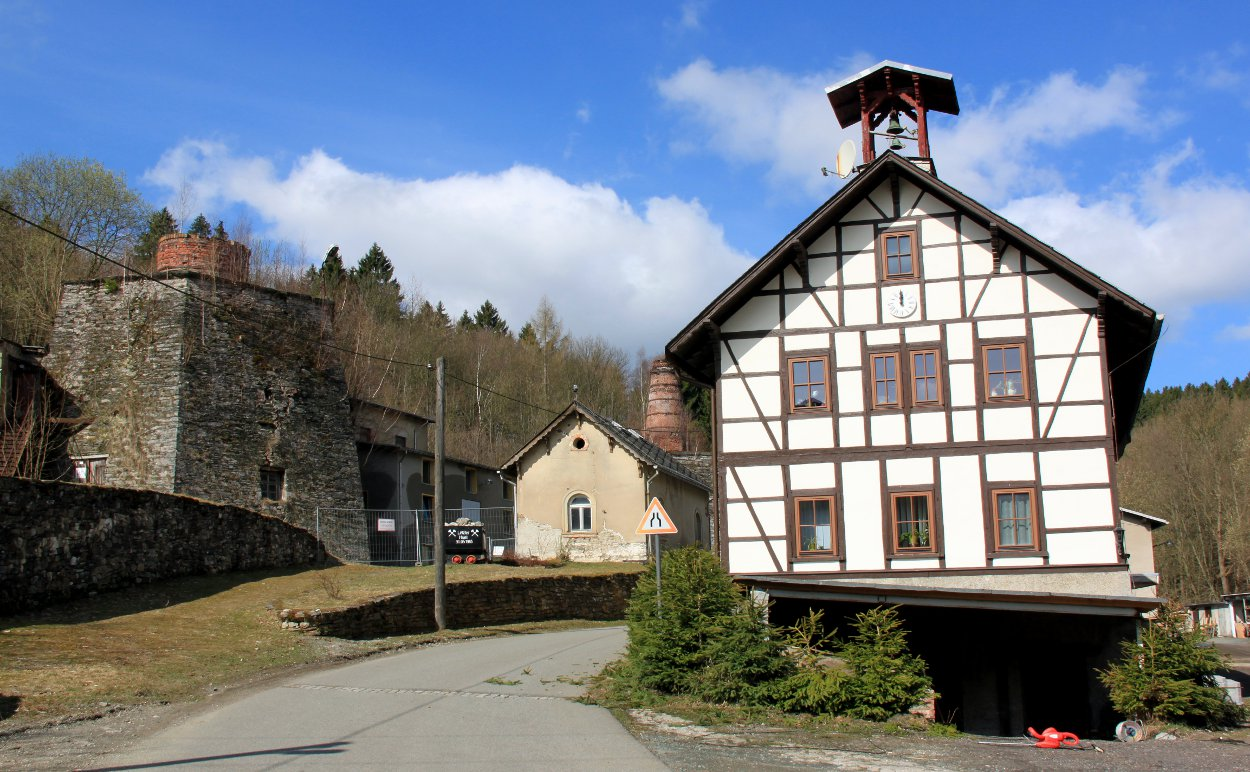
Hauptgebäude und Kalköfen des ehemaligen Kalkwerks Herold

Der Kalkabbau in Herold muss spätestens im 17. Jahrhundert aufgekommen sein, berichtet doch der Chronist Christian Lehmann in seinem Historischen Schauplatz über den Kalkabbau in Herold und Venusberg:

„Zu Fenßberg auf dem Wiltzschberge und zum Herold auff dem Schafberg sind auch reiche und mächtige Kalck-Brüche zu finden. Der Fenßbergische ist sehr weiß, ergiebig und zum bauen sehr bequem, auch feste, und weil er sehr am Tage liegt, ohne Kosten leicht und in grosser Menge zu brechen; der er Herolder  aber ist etwas graulicht, und dienet und dienet nur zum mauren und auf die Felder, nicht aber zum bewerffen und weissen, liegt auch etwas tief, und ist schwer zu gewinnen, daher man sich oft des Kalks von Crottendorf erholet. Er muß mit Pulver und Feuer gewältiget, 6 Tage und Nacht gebrant werden, ehe er gar wird und ausgestossen werden kan, wie dann jährlich an 2 Orten auff 9 biß 10 Ofen ausgestossen werden, und wird meistens zu Dünge auf die Aecker verführet.“

1751 gehörte das Kalkwerk zum Rittergut Thum. Zwischen 1790 und 1820 wechselten verschiedene Pächter.
August Schumann nennt 1817 im Staats-, Post- und Zeitungslexikon von Sachsen das Kalkwerk betreffend u. a.:

„In Nieder-Herold sind verschiedene herrschaftliche Kalkbrüche mit zwei Kalköfen. Die vorigen Kalkbrüche dieses Ortes waren sehr berühmt, sind aber in neuern Zeiten eingegangen. Die neuentdeckten ersetzen sie aber vollkommen.“

Die damals genutzten Öfen sind noch teilweise erhalten, sie befinden sich in unmittelbarer Nähe zum Förderschacht. Bis 1854 wurde Kalk im Tagebau gewonnen, danach erfolgte die Umstellung auf Stollenförderung, Zwischen 1903 und 1909 wurde der Kalk erneut im Tagebau gewonnen.
Pferdegespanne transportierten den gewonnenen Kalk ab, zeitweise waren hier bis zu 30 Zugpferde im Einsatz. 1860 wurden 2 Kalkbrennöfen in Betrieb genommen, welche bis 1964 im Einsatz waren. Mit dem Bau der Schmalspurbahn erhielt das Werk ein Anschlussgleis und der Abtransport wurde fortan per Bahn realisiert. Gleichzeitig lieferte die Bahn die notwendige Kohle für den Brennvorgang.
1908 wurde das Maschinengebäude für den Kompressor, der die im Grubengebäude benötigten Pressluft erzeugte, errichtet, zudem entstanden eine Brecherei und Klassiererei.
1944 wurde der Aufbau einer Flugzeugfabrik für Junkers durch die Wehrmacht im Bereich der 43-Meter-Sohle begonnen. Bis 1945 waren hier über 750 sowjetische Kriegsgefangene eingesetzt, das geplante Werk und der Stollen wurden nicht mehr fertiggestellt. Die Anlage wurde durch die Rote Armee gesprengt, wobei Brüche in der 31-Meter- und in der 10-Meter-Sohle entstanden, auch das Tagesfallortmundloch wurde zerstört.
1946 ging das Werk in die Verwaltung des Kreises Annaberg und es erfolgte ein Wiederaufbau. 1949 trug es die Bezeichnung „KWU Kreis Annaberg Kalk- und Marmorwerk Herold“. Mit der Gründung des Kreises Zschopau 1953 wurde das Werk zum Volkseigenen Betrieb und 1964 Betriebsteil des „VEB Kombinat Vereinigte Kalkwerke Oberscheibe“. 1966 begann man auf der 54-Meter-Sohle mit Elektrolokomotivförderung und der Umstellung von Hand- zum Maschinenbetrieb. 1979 wurde beschlossen, das inzwischen wirtschaftlich unrentable Werk zu schließen. Zum Ende des Bergbaus am 31. Mai 1985 war die Lagerstätte auf 13 Sohlen (bis zu 130-Meter-Sohle) erschlossen. Zwischen 1985 und 1989 wurden alle Einbauten entfernt.
Ab 1989 war das Herolder Kalkwerk im Besitz der „Westsächsischen Steinwerke GmbH“ die 1990 den Schacht verwahrte. Ein Jahr darauf ging das Werk an die „Erich Schönherr GmbH“ und 1995 an die damalige Gemeinde über.